# Teatro San Carlo

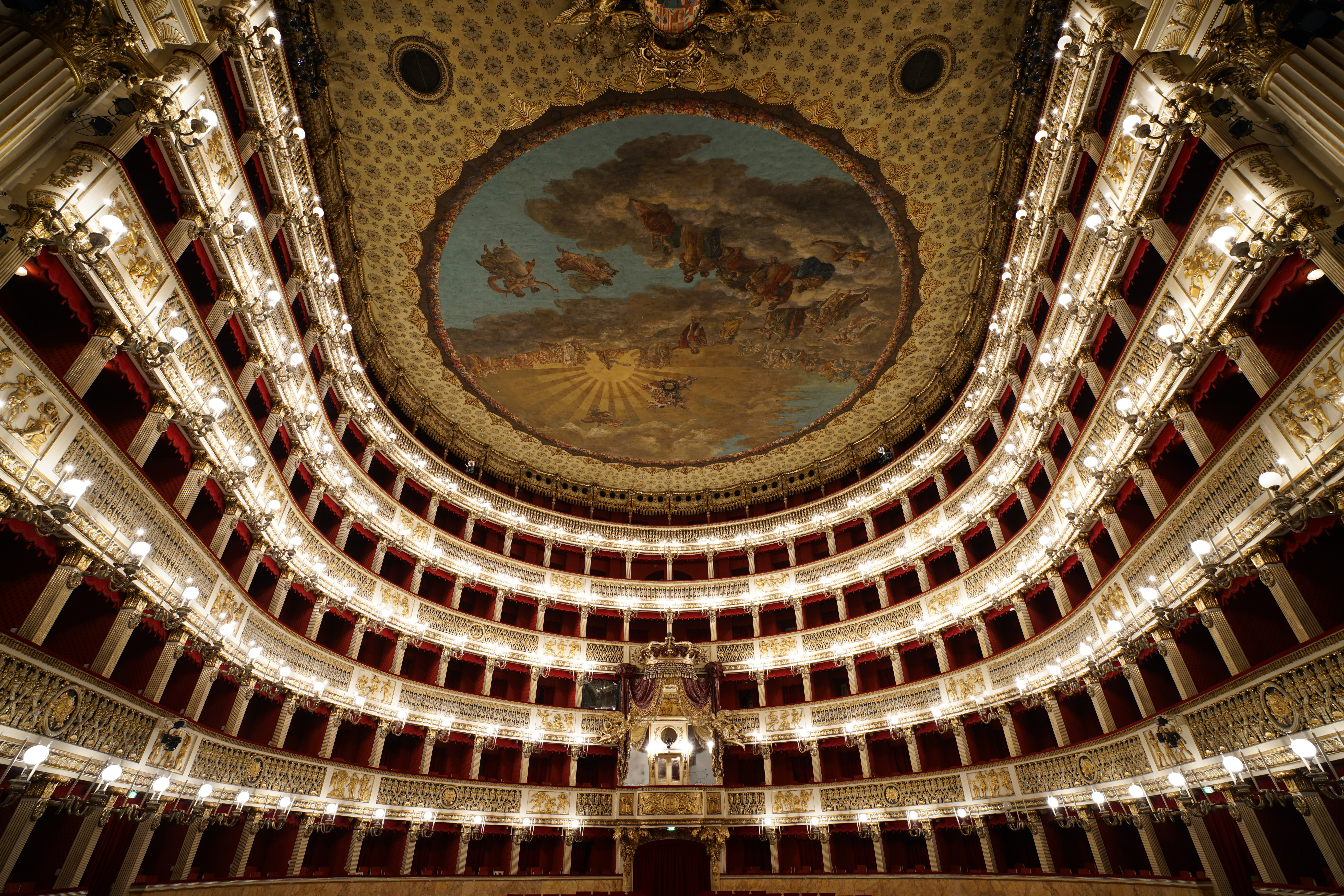
Teatro San Carlo hoje.

O Teatro Real de San Carlo, conhecido como Teatro San Carlo é uma casa de ópera em Nápoles, Itália. É o mais antigo teatro da Europa ainda em atividade.
Fundado pelo Bourbon Carlos III da Espanha, sendo inaugurado em 4 de novembro de 1737 - o "dia do "nome do rei - com uma performance de Achille in Sciro de Domenico Sarro, uma ópera baseada na vida do famoso poeta e dramaturgo Metastasio. Sarro também conduziu a orquestra em dois balés como intermezzi, criados por Grossatesta. Na época, essa era a maior casa de ópera do mundo, com 3 300 lugares.

## Construção
O teatro foi desenhado pelos arquitetos Giovanni Antonio Medrano e Angelo Carasale para o rei Carlos, pois ele queria substituir o velho Teatro San Bartolomeo de 1621 por um maior.
O novo teatro foi muito admirado por sua arquitetura, decoração em ouro e seu estofamento azul (azul e dourado é a cor oficial dos Bourbons.

## Reconstrução
No dia 12 de fevereiro de 1816 o Teatro foi destruído por um incêndio. Entretanto, ele foi re-desenhado pelo arquiteto Antonio Niccolini e reconstruído em dez meses, por ordem do reio Fernando I das Duas Sicílias, outro monarca Bourbon e filho de Carlos III da Espanha.
Dia 12 de janeiro de 1817, exatamente dez meses depois, o teatro reconstruído estava sendo inaugurado com uma performance de Il sogno di Partenope de Johann Simon May. Na segunda noite, Stendhal estava presente e escreveu: "Não existe nada assim em toda a Europa, não sei comparar esse teatro, ele deslumbra os olhos e arrebata a alma". Foi concebido com um auditório tradicional em forma de ferradura, com 1.444 lugares e um proscênio de 33,5 metros de largura e 30 metros de altura. O palco tem 34,5 metros de profundidade.

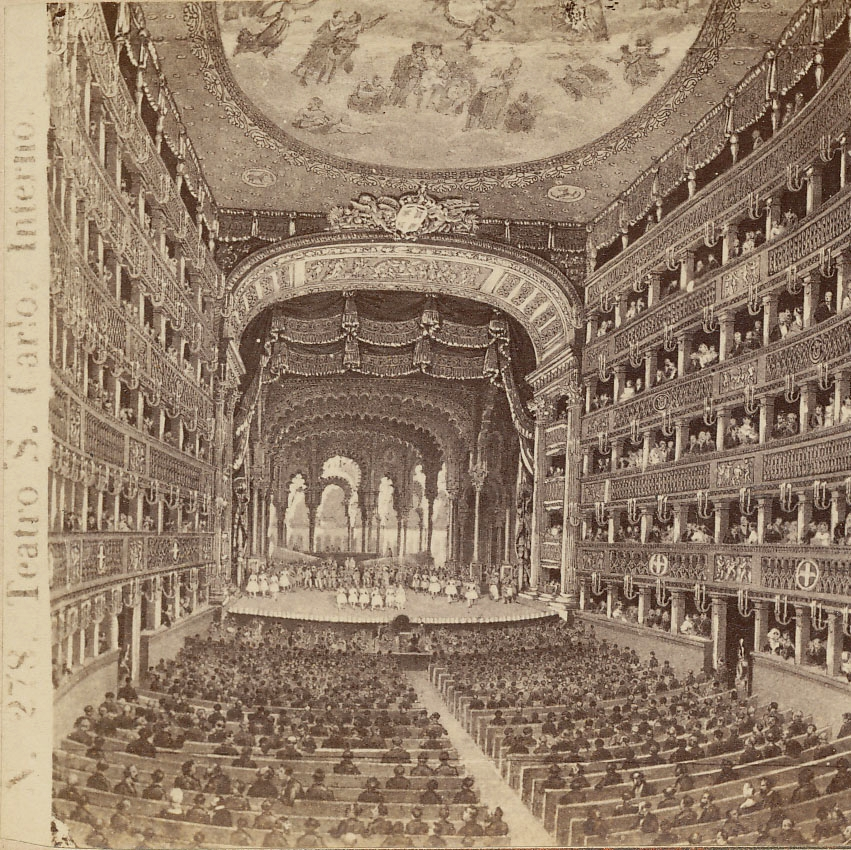
Teatro San Carlo, antes de 1916

Em 1844 ele passou por uma nova decoração sob Niccolini e seus filhos Fausto e Francesco Maria dei Giudice. A principal mudança foi a nova aparência interior, com vermelho e o já tradicional dourado. Outra mudança na criação do lugar da orquestra foi sugerida por Giuseppe Verdi, em 1872, com a instalação de eletricidade em 1890. O teatro não passou por nenhuma outra alteração significativa até o bombardeio, na Segunda Guerra Mundial em 1943. Entretanto, o teatro foi rapidamente reparado pelas forças aliadas de ocupação e reaberto em seis meses, dia 16 de dezembro de 1943.

## A Era da Ópera Napolitana
Na época, a ópera napolitana passava por um grande sucesso em toda a Europa, não apenas com as óperas buffas, mas também com as óperas séries. A escola napolitana de óperas era composta pelos compositores Francesco Feo, Niccola Antonio Porpora, Tommaso Traetta, Niccola Piccinni, Leonardo Vinci, Pasquale Anfossi, Francesco Durante, Niccolò Jommelli, Domenico Cimarosa, Giovanni Paisiello, Niccolò Antonio Zingarelli, e Giuseppe Gazzaniga. Nápoles tornou-se a capital europeia da música e muitos compositores extrangeiros fizeram as performances de suas obras no San Carlo. Esses compositores incluem Johann Adolph Hasse, Joseph Haydn, Johann Christian Bach e Christoph Willibald Gluck.
Igualmente, alguns dos mais proeminentes cantores apresentaram-se e consolidaram suas carreiras no San Carlo, como Lucrezia Anguiari. Outros proeminentes cantores que se apresentaram no Teatro incluem os renomados castrati Giovanni Manzuoli, Gaetano Majorano, Farinelli, Gioacchino Conti e Gian Battista Velluti, o último castrato.

### Compositores em Residência
De 1815 a 1822, Gioachino Rossini foi o compositor e diretor artístico das casas reais de ópera, incluindo San Carlo e ele escreveu dez óperas nesse período. São elas: Elisabetta, regina d'Inghilterra (1815), La Gazzetta, Otello, ossia il Moro di Venezia (1816), Armida (1817), Mosè in Egitto, Ricciardo e Zoraide (1818), Ermione, Bianca e Falliero, Eduardo e Cristina, La donna del lago (1819), Maometto secondo (1820) e Zelmira (1822).
Os cantores que apresentavam-se regularmente na casa, nesse período, incluíam Manuel Garcia e sua filha Maria Malibran, Clorinda Corradi, Giuditta Pasta, Isabella Colbran, Giovanni Battista Rubini, Domenico Donzelli e dois grandes franceses Adolphe Nourrit e Gilbert Duprez - o invenor do Dó de peito.
Após a composição de Zelmira, Rossini deixou Nápoles com Colbran, que havia sido a amante do empresário do teatro, Domeenico Barbaja. O eles casaram logo em seguida.
Vincenzo Bellini, siciliano de nascimento, também apresentou seu primeiro trablaho, Bianca e Gernando, no San Carlo.
Giuseppe Verdi também foi associado ao teatro. Em 1841, sua prieira ópera, Oberto foi apresentada lá e em 1845 ele escreveu sua primeira ópera especialmente para o teatro, Alzira, a segunda, Luisa Miller, seguiu-se em 1849. Sua terceira deveria ser Gustavo III, mas o censor fez significantes mudanças e ela nunca foi apresentada nessa versão, não com esse título (até ser apresentada em 2004). Ela foi, posteriormente apresentada em Roma, com significantes revisões, sob o título de Un ballo in maschera.
Entre os maestros que passaram pelo San Carlo, estão: o famoso e excêntrico harpista e compositor francês Nicolas Bochsa (1789-1856), que foi acompanhado por sua "amiga", a prima dona Anna Bishop, com quem ele fez uma turnê mundial. Ele conduziu inúmeras óperas entre 1844 a 1875, com Anna Bishop em todas.
No fim do século XIX e no começo do século XX, Giacomo Puccini e outros compositores de óperas veristas foram Pietro Mascagni, Ruggiero Leoncavallo, Umberto Giordano e Francesco Cilea.

## Maestros Chefe
- Salvatore Accardo (1993-1995)
- Gabriele Ferro (1999-2004)
- Gary Bertini (2004-2005)
- Jeffrey Tate (2005-2010)
- Maurizio Benini  (presente)